# Pinotepa Nacional
Santiago Pinotepa Nacional (Mixteeks: Ñuu Yoko) is een stadje in de Costa Chica in de Mexicaanse deelstaat Oaxaca. Pinotepa Nacional heeft 25.871 inwoners (census 2005) en is de hoofdplaats van de gemeente Santiago Pinotepa Nacional. De plaats dient niet verward te worden met het nabijgelegen Pinotepa de Don Luis.
In de precolumbiaanse periode was Pinotepa de hoofdstad van een Mixteeks koninkrijkje. De naam Pinotepa komt uit het Nahuatl en betekent ofwel "op de berg van de ruïnes" (Pinoltepepan) ofwel "plaats van het paleis van de vreemdelingen" (Pinotecpac). Na de Spaanse verovering werd de plaats aan de kroon toegewezen Pinotepa del Rey. Dit in tegenstelling tot Pinotepa de Don Luis dat aan de encomendero Don Luis de Castilla werd gegeven voor bewezen diensten aan de Spaanse kroon. Na de onafhankelijkheid van Mexico werd het 'van de koning' veranderd in Pinotepa Nacional, Nationaal Pinotepa. Santiago verwijst naar de heilige Jakobus de Meerdere, de beschermheilige van de stad.
Nog altijd heeft Pinotepa een sterk Mixteeks karakter. Pinotepa geldt als een aangename plaats om te vertoeven en staat in heel Mexico bekend om haar muziek, de Chilenas.